# Walter Forster
Walter Forster (Campinas, 15 giugno 1917 – 3 settembre 1996) è stato un attore, autore televisivo e sceneggiatore brasiliano, che inoltre lavorò a lungo nelle principali emittenti radiofoniche del suo Paese.
Fu autore della prima miniserie televisiva brasiliana, trasmessa da TV Tupi.

## Biografia
Suo padre, Jacob Forster, aveva sangue tedesco e irlandese, mentre sua madre, Ida, proveniva da uno dei cantoni tedeschi della Svizzera.
Esordì artisticamente nel 1937, appena ventenne, a Rádio Bandeirantes, presso la quale fu prima speaker, poi autore e quindi conduttore. Passò successivamente a Rádio Difusora e a Rádio Tupi, dove divenne anche direttore artistico, occupandosi della formazione del cast in radiodrammi e radionovelle. Nel 1949 debuttò come attore cinematografico, sia pure in un ruolo secondario. Dal 1952 al 1968 lavorò a Radio Excelsior, curandovi la direzione dei programmi teatrali. Ma già nel 1951 Forster aveva intrapreso la sua fortunata carriera sul piccolo schermo, facendo subito centro con Sua Vida Me Pertence, la prima miniserie televisiva brasiliana in assoluto, da lui interpretata e sceneggiata: la coppia protagonista, formata da Forster e Vida Alves, entrò nella storia della tv brasiliana per aver mostrato il primo bacio sulla bocca.
Benché elogiato dalla critica e amato dal pubblico femminile per il suo fascino esibito in Sua vida me pertence, Forster abbandonò per diversi anni la recitazione, preferendo continuare l'attività radiofonica e alternarla a conduzioni televisive. Solo intorno alla metà del decennio successivo riprese a proporsi come attore, dopo aver sceneggiato un'altra miniserie, Colegio de Brotos. 
Nel 1983, rimasto vedovo, iniziò a ridurre la sua attività artistica. Morì nel 1996 per un infarto, dopo aver terminato di lavorare nella miniserie A Ultima Semana. 

## Vita privata
Dal suo matrimonio erano nati due figli: una femmina e un maschio.